# Fashions of 1934
Fashions of 1934 (bra: Modas de 34) é um filme musical pre-Code estadunidense de 1934, do gênero comédia romântica, dirigido por William Dieterle com números musicais criados e dirigidos por Busby Berkeley. O roteiro de F. Hugh Herbert e Carl Erickson foi baseado na história "The Fashion Plate", de Harry Collins e Warren Duff. O filme é estrelado por William Powell, Bette Davis, Frank McHugh e Hugh Herbert.
Algum tempo após o lançamento inicial, o título "Fashions of 1934" foi alterado para "Fashions", substituindo o título original em um cartão escrito "William Powell in Fashions".

## Sinopse
Quando a empresa de investimentos de Sherwood Nash (William Powell) em Manhattan vai à falência, ele une forças com seu parceiro Snap (Frank McHugh) e a estilista Lynn Mason (Bette Davis) para fornecer cópias baratas de vestidos de alta-costura de Paris às lojas de desconto. Lynn descobre que Oscar Barroco (Reginald Owen), um estilista aclamado, se inspira em livros antigos de fantasia, e começa a criar designs da mesma maneira, assinando cada um com o nome de um designer já estabelecido.
Sherwood percebe que a companheira de Baroque, a suposta grã-duquesa Alix (Verree Teasdale), é realmente Mabel McGuire, sua velha amiga de Hoboken, Nova Jérsia, e ameaça revelar sua identidade a menos que ela convença Baroque a desenhar os figurinos de um espetáculo musical que ele estrelará. Baroque compra um suprimento de penas de avestruz de Joe Ward (Hugh Herbert), amigo de Sherwood, e começa a desenhar os figurinos. Sherwood então abre a Maison Elegance, uma nova marca de moda parisiense que se torna rapidamente um grande sucesso até que Baroque descobre que Lynn está forjando seus esboços.

## Elenco
- William Powell como Sherwood Nash
- Bette Davis como Lynn Mason
- Frank McHugh como Snap
- Hugh Herbert como Joe Ward
- Reginald Owen como Oscar Baroque
- Verree Teasdale como Grã-duquesa Alix
- Henry O'Neill como Duryea
- Phillip Reed como Jimmy Blake
- Gordon Westcott como Harry Brent
- Dorothy Burgess como Glenda
- Etienne Girardot como Glass
- William Burress como Feldman
- Nella Walker como Sra. Van Tyle
- Spencer Charters como Homem
- Harry Beresford como Livreiro de Paris

Notas do elenco:
- Arthur Treacher, aparecendo em seu quarto filme em Hollywood, desempenhou seu primeiro papel como um mordomo, papel que desempenharia muitas vezes ao longo de sua carreira.

## Produção
Com este filme, Jack L. Warner, chefe da Warner Bros., tentou mudar a persona de tela de Bette Davis, colocando-a em uma peruca loira platinada e cílios postiços, e vestindo-a em trajes glamourosos. A atriz, que estava tentando convencer o chefe do estúdio a emprestá-la à RKO para que ela pudesse interpretar a garçonete desleixada Mildred Rogers em "Escravos do Desejo", ficou chocada com a transformação, reclamando que eles estavam tentando transformá-la em Greta Garbo. Em uma entrevista para Kathryn Dougherty, editora da revista Photoplay, Davis reclamou: "Eu não posso sair desses sulcos horríveis. Eles simplesmente não vão me levar a sério. Olhe para mim neste filme toda arrumada como uma imitação de terceira categoria das rainhas glamourosas da MGM. Isso não sou eu. Eu nunca serei um cavalinho de roupa ou um símbolo romântico". Para Gerald Clarke, da Time, ela lamentou: "Eu parecia alguém vestida com roupas de mãe. Mas foi uma grande oportunidade porque aprendi com a experiência. Nunca mais deixei que fizessem isso comigo. Nunca!"
Os títulos de produção para o filme, que foi filmado nos estúdios da Warner Bros. em Burbank, Califórnia em 1933, foram "King of Fashion" e "Fashion Follies of 1934". Warners listou os escritores Gene Markey e Katherine Scola como tendo adaptado a história original, que era a base para a produção do enredo, mas de acordo com a Screen Writers Guild, eles não tiveram nada a ver com o filme.

## Músicas
Os números musicais do filme incluíram "Spin a Little Web of Dreams" e "Broken Melody", de Sammy Fain e Irving Kahal, e "Mon Homme (My Man)", de Maurice Yvain, Albert Willemetz e Jacques Charles. Harry Warren escreveu o tema musical sem título que acompanha o desfile de moda.

## Recepção

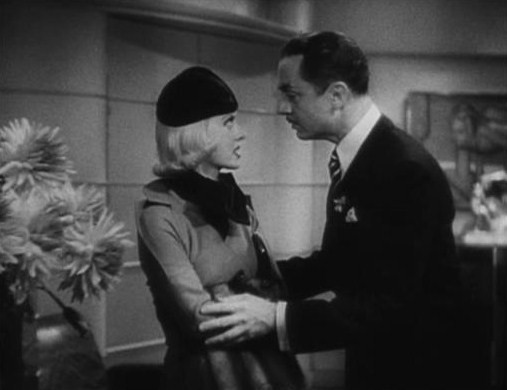
Lynn (Bette Davis) e Sherwood (William Powell), com Davis em um dos figurinos glamourosos que ela detestou.

Mordaunt Hall, do The New York Times, descreveu o filme como "um show rápido", e adicionou: "A história é animada, os vestidos são interessantes, e os espetáculos de Busby Berkeley com dançarinas de Hollywood são impressionantes ... William Diaderle, aquele diretor especialista que foi responsável por vários filmes imaginativos, se sai bem nessa produção em particular".
A revista Variety chamou-o de "um pouco inimaginável e inconsistente ... mas tem cor, luzes, traços, classe, garotas e muita roupa ... Apenas o motivo e como Bette Davis entra no filme não soa como verdade".

### Bilheteria
O filme foi considerado uma decepção de bilheteria para a Warner Bros. De acordo com os registros da Warner Bros., o filme arrecadou US$ 570.000 nacionalmente e US$ 395.000 no exterior, totalizando US$ 965.000 mundialmente.